# Cathédrale Notre-Dame-et-Saint-Véran de Cavaillon
Cette  cathédrale n’est pas la seule cathédrale Notre-Dame.
La cathédrale Notre-Dame-et-Saint-Véran de Cavaillon est une ancienne cathédrale catholique romaine. Elle fut durant plusieurs siècles le siège épiscopal du diocèse de Cavaillon, aujourd’hui incorporé à l’archidiocèse d'Avignon. Depuis 2009, elle est le siège de l'évêque titulaire de Cavaillon. Elle est dédiée à la Vierge Marie et à saint Véran, évêque de Cavaillon et patron des bergers. Elle fait l’objet d’un classement au titre des monuments historiques par la liste de 1840.

## Historique
Au XIe siècle, le groupe cathédral de Cavaillon comprenait deux lieux de culte, une église majeure dédiée à la Vierge et une seconde église, consacrée à saint-Pierre, qui a totalement disparu à l'exception du mur nord de la nef accolée au mur sud du cloître et donnant sur l'aire de jeu d'une école maternelle. L'église majeure  est reconstruite en conservant une partie de l'ancienne façade ouest. L'initiative de cette reconstruction peut être attribuée à l'évêque Bermond, l'essentiel de la reconstruction se situant dans les années 1175-1195 avec une reprise des travaux au cours du premier quart du XIIIe siècle. L'analyse architecturale permet de distinguer quatre phases échelonnées de 1175 à 1225 : les deux premières concernent la construction de la nef, la troisième celle de la travée du chœur couverte d'une coupole et enfin la dernière celle de l'abside pentagonale et du clocher que dessert un petit escalier à vis. Le pape Innocent IV consacre cette église en 1251.
Désignée encore en 1174 sous la simple appellation de Sainte-Marie, la cathédrale porte à partir de 1228 le double vocable de Beate Marie beatique Verani. L'adoption de cette double appellation est liée au transfert dans la cathédrale d'une partie du corps de saint Véran inhumé à Fontaine-de-Vaucluse. L'autre partie du corps du saint a été transférée le 3 juillet 1321 par l'évêque Pons de Lagnes (ou Laneis) qui craignait que les bandes armées qui dévastaient alors la région s'emparent des saintes reliques. Le procès-verbal de cette cérémonie porte la signature de Pétrarque qui en a fait lui-même le récit dans la IIIe Églogue de son Bucolicum carmen par la bouche de Daphné.

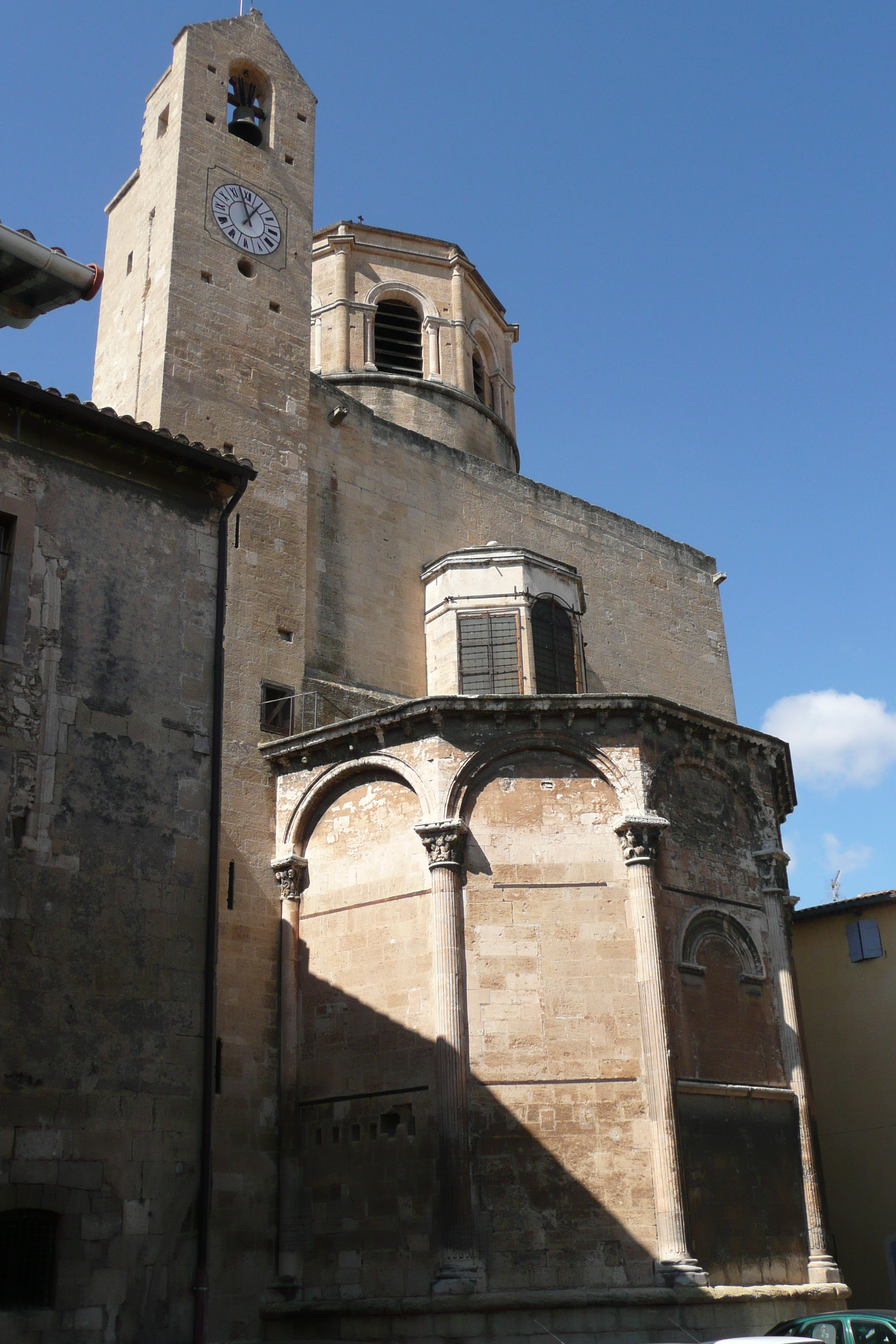
Chevet et mur du clocher.

L'édification des chapelles latérales est réalisée à partir du XIVe siècle. La plupart d'entre elles ne dépassent pas les limites des contreforts de la nef entre lesquels elles prennent place. Elles sont au nombre de neuf : cinq au nord et quatre seulement au sud à cause de la communication nécessaire avec le cloître.
Deux quittances des 26 novembre 1496 et 23 mars 1497 permettent de dater la construction d'un mur destiné à assurer la stabilité d'un campanile édifié par la ville pour porter une horloge. Jacques Thirion estime qu'« efflanqué et mesquin, ce clocheton municipal, qui tente de dépasser la vieille tour des chanoines, prend l'allure d'un symbole. Si haut perché soit-il, il n'arrive pas à altérer la majestueuse solitude du clocher central monté sur la coupole. »
Au milieu du XVIe siècle, la cathédrale se trouve en mauvais état puisqu'un bref daté du 3 mars 1542 du pape Paul III autorise l'évêque Pierre de Ghinucci à utiliser les matériaux de l'ancienne église Saint-Jean-hors-les-Murs pour la restauration de la cathédrale. Cette dégradation est encore aggravée dans les premiers jours de septembre 1562 par la mise à sac et l'incendie de la cathédrale par les troupes protestantes de François de Beaumont, baron des Adrets. Plusieurs années sont nécessaires pour réparer les dégâts. Dès 1584, le chœur est doté d'un nouvel ensemble de trente sept stalles en noyer. En 1595, l'évêque Jean François Bordini fait transformer l'ancienne chapelle Saint-Véran en sacristie, et fait aménager au-dessus de cette dernière une tribune ouverte sur le chœur pour y installer un orgue. Une tribune symétrique à celle de l'orgue est réalisée en 1626-1627. Cet orgue, accolé au mur nord du chœur (disposition « à l'italienne »), est remplacé par un nouvel instrument construit de mai 1653 à septembre 1654 par Charles Royer, originaire de Namur mais installé à Brignoles. Barthélemy Grangier travaille au buffet d'orgue de mai 1654 à octobre 1655. Un orgue factice, symétrique au précédent, est construit en 1683 par Esprit Grangier, fils de Barthélemy Grangier. L'orgue est reconstruit en 1966 par la Société Gonzalez sous la direction de Georges Danion, sur les plans de Maurice Duruflé,,,, ,,,,,.
En 1642 ou 1643 se produit l'effondrement du cul-de-four polygonal de l'abside, qui entraîne la destruction du retable en pierre. Le cul-de-four, refait, est surmonté d'un lanternon, et est doté d'un retable en menuiserie.
Au  milieu du XIXe siècle, plusieurs campagnes de restauration entreprises de 1852 à 1864 ont pour objet la reprise de l'abside, la consolidation des chapelles et la réfection des voûtes. La chapelle des âmes du purgatoire est allongée avec la construction d'une abside. Ces nécessaires restaurations ont pu paraître excessives pour certains historiens de l'art comme Jacques Thirion qui estime que « c'est à cette restauration indiscrète que l'on doit le bariolage vraiment excessif qui déshonore tout le vaisseau roman, les affreuses sculptures des consoles et d'une partie des chapiteaux ».

## Plan schématique de la cathédrale

Plan schématique de la cathédrale
XIe
début du XIIe
fin du XIIe
début du XIIIe
fin XIIIe au XVe
XVIIe et XVIIIe
XIXe

Légende :
- A : chapelle des fonts baptismaux.
- B : chapelle de la Vierge.
- C : accueil et entrée du cloître.
- D : chapelle d'hiver.
- E : cloître.
- F : vestiges de l'église Saint-Pierre.
- G : salle capitulaire.
- H : chapelle Saint-Joseph.
- I : chapelle Sainte-Anne.
- J : abside.
- K : chœur.
- L : Sacristie.
- M : chapelle Saint-Éloi.
- N : chapelle Sainte-Madeleine.
- O : chapelle César de Bus.
- P : chapelle Notre-Dame de pitié.
- Q : chapelle Saint-Véran.

## Extérieur
L'église est composée par une grande nef unique de cinq travées voûtées en berceau brisé reposant sur des arcs doubleaux et épaulées par de larges contreforts saillants entre lesquels ont été édifiées les chapelles latérales.

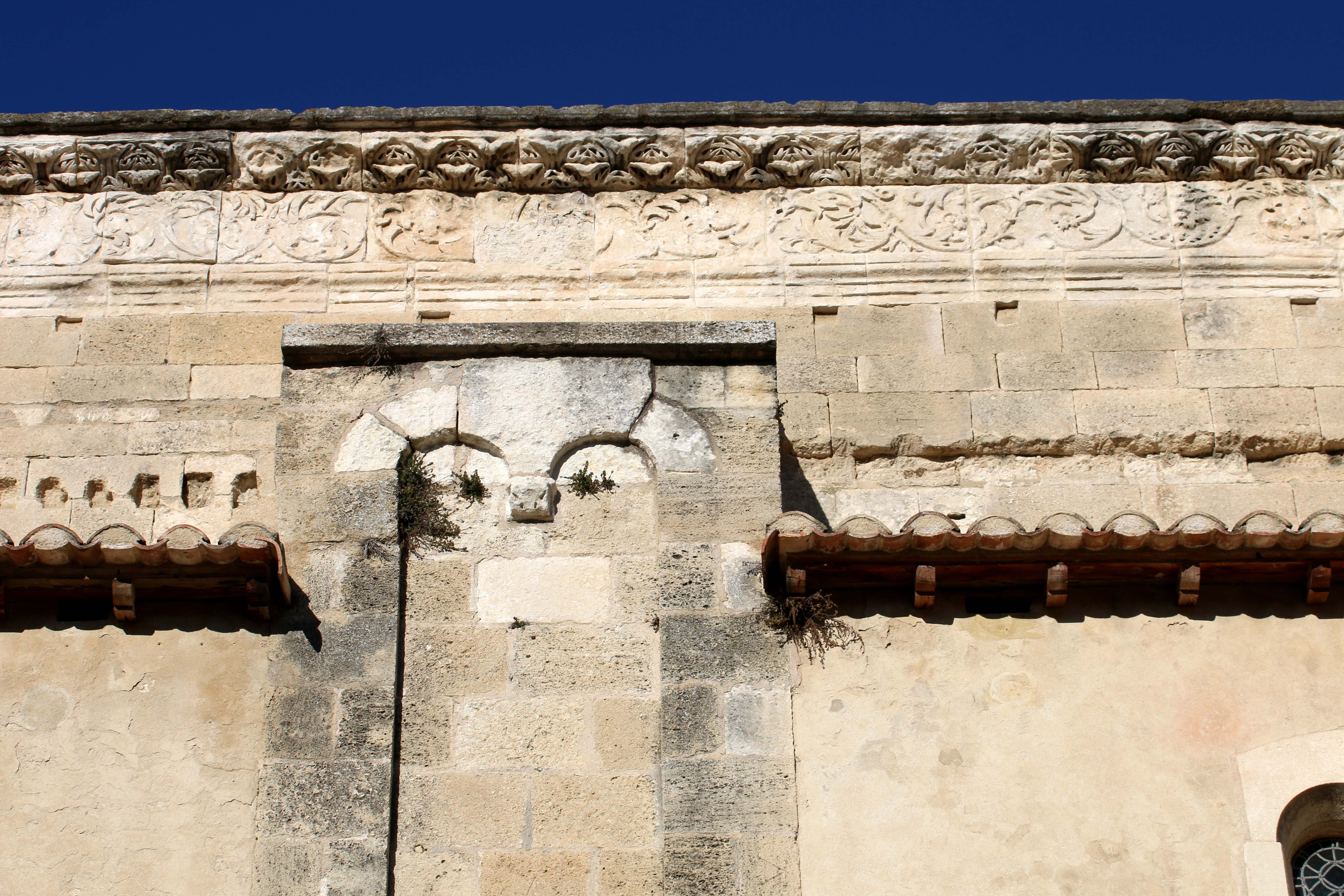
Détail de la frise et d'un contrefort.

Le chœur est constitué d'une travée à coupole sur trompes et se termine par une abside polygonale à cinq pans. Le clocher de forme octogonale est édifié au-dessus de la coupole avec des colonnes engagées aux angles. Il est ajouré d'ouvertures de plein cintre dont l'archivolte repose sur des colonnettes. Dans ces ouvertures sont logés les abat-son.
L'édifice comporte un entablement qui court le long de la nef, constitué d'une architrave à bandeaux, d'une frise et d'une corniche. Sur la face nord cette frise est en partie détruite mais conserve quelques sculptures : deux paires de griffons affrontés, un agneau pascal, Ève et le serpent, un homme jouant du cor. La face sud, bien visible à partir du cloître, laisse apparaître les faces des contreforts ornés de deux pilastres réunis au sommet par deux petits arcs dont les médianes s'appuient sur une console sculptée. Au-dessus des contreforts court, sur toute la longueur du mur, une frise somptueuse plus élaborée que celle du nord, composée d'un rinceau d'acanthes.

## Intérieur

### Le cloître

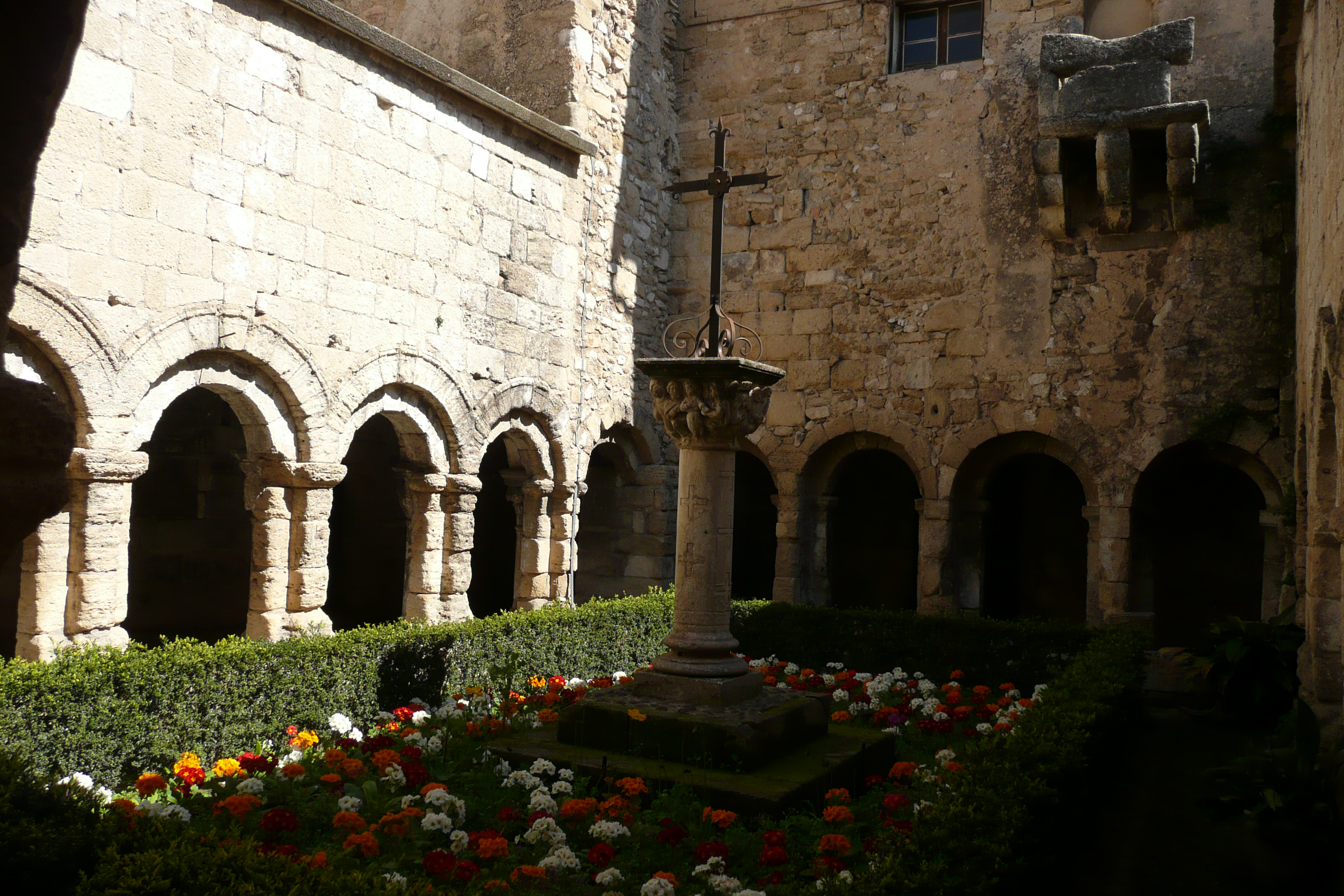
Le cloître.

Établi sur la façade sud de l'église, le cloître (repère « E ») n'est pas une construction homogène, mais le résultat de plusieurs campagnes de travaux échelonnés sur une longue durée. Il se développe sur un plan rectangulaire au niveau du chœur et des deux dernières travées de la nef. Les quatre galeries sont couvertes d'une voûte en berceau brisé renforcée par des doubleaux s'appuyant sur des consoles. La galerie orientale a été grossièrement refaite probablement après le sac de 1562 et reste dépourvue de doubleau. La galerie ouest pourrait dater de la fin du XIIe siècle, tandis que celles du nord et du sud serait du début de XIIIe siècle.
Des arcades en plein cintre ouvre sur un préau par des baies au nombre des six pour la galerie nord, cinq pour celle du sud et quatre pour celles de l'ouest et de l'est. Ces baies à double rouleaux retombent du côté de la galerie sur des colonnettes et du côté du préau sur des pilastres. Aux angles les piles sont constituées par des massifs de maçonnerie simplement moulurés.

### Le chœur

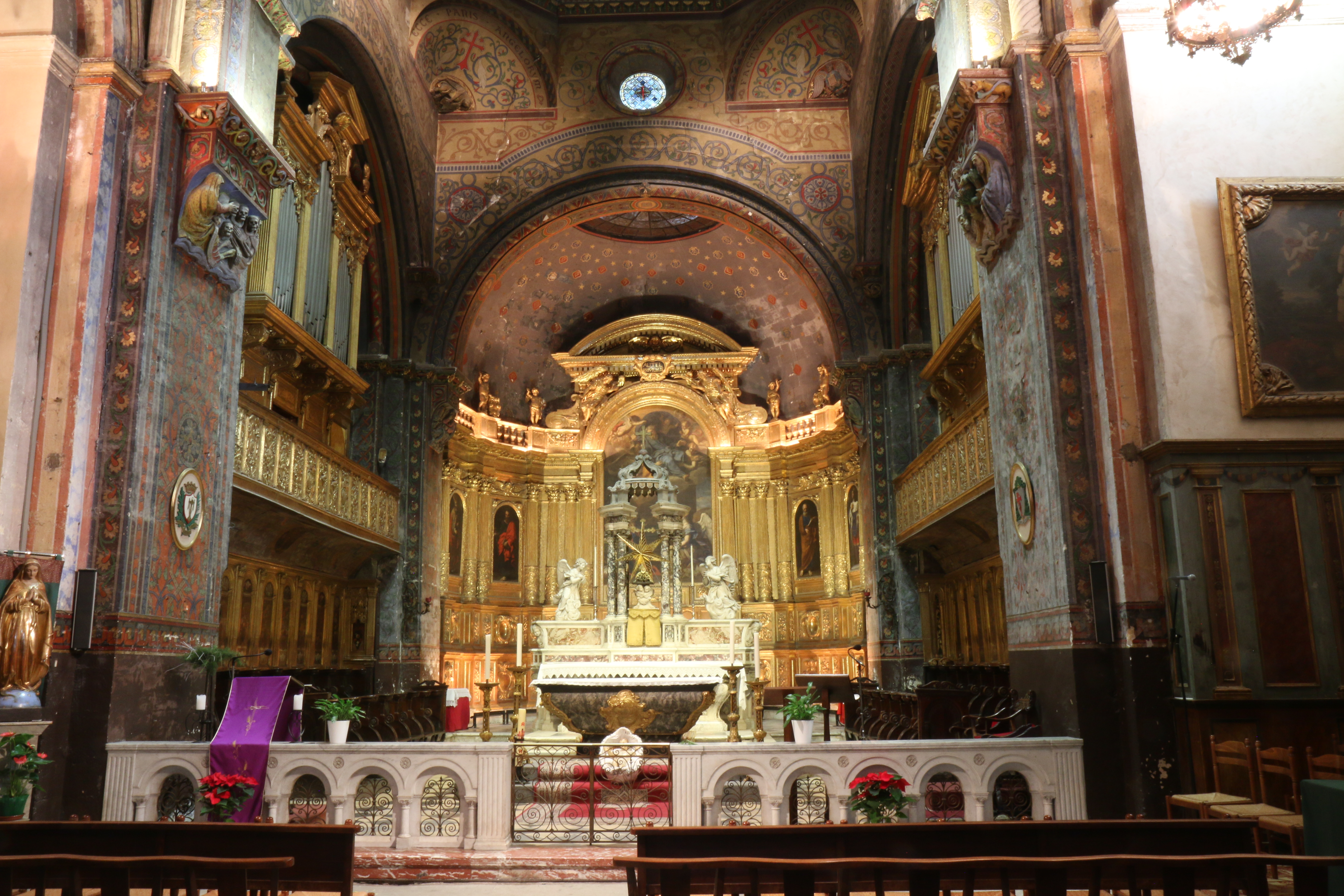
Le chœur vu avant restauration

Après les destructions en septembre 1562 provoquées par François de Beaumont, baron des Adrets, le réaménagement du chœur (repère « J ») est entrepris et se poursuit durant près de dix ans avec la construction d'un autel et son retable en pierres blanches incrustées de marbre et d'ardoise. Ces constructions furent détruites en 1642-1643 par l'effondrement du cul-de-four de l'abside. Il fallut donc refaire l'abside et construire un nouveau retable en menuiserie. Ce fut l'œuvre de deux cavaillonnais, le sculpteur Barthélémy Grangier et le menuisier Jacques Perrin. En 1645 Nicolas Mignard réalise pour la décoration centrale de ce retable une Annonciation qui sera complétée en 1649 pour celle des niches latérales par quatre tableaux représentant : Saint Pierre, Saint Paul de Tarse, Saint Véran et Saint Louis. La dorure du retable, confiée à deux doreurs le prêtre Dominique Piéton et Michel Blanc et un batteur d'or René de Rat, fut réalisée nettement plus tard en 1675.

#### L'orgue
L'instrument présente un buffet de style italien, en bois doré, datant de 1640, côté épître. Le facteur est un certain Le Royer. Un buffet factice lui fait face côté évangile.
La partie instrumentale est classée aux Monuments Historiques en 1964, et reconstruite par Danion-Gonzalez en 1966, qui installe un positif dans le buffet autrefois factice.

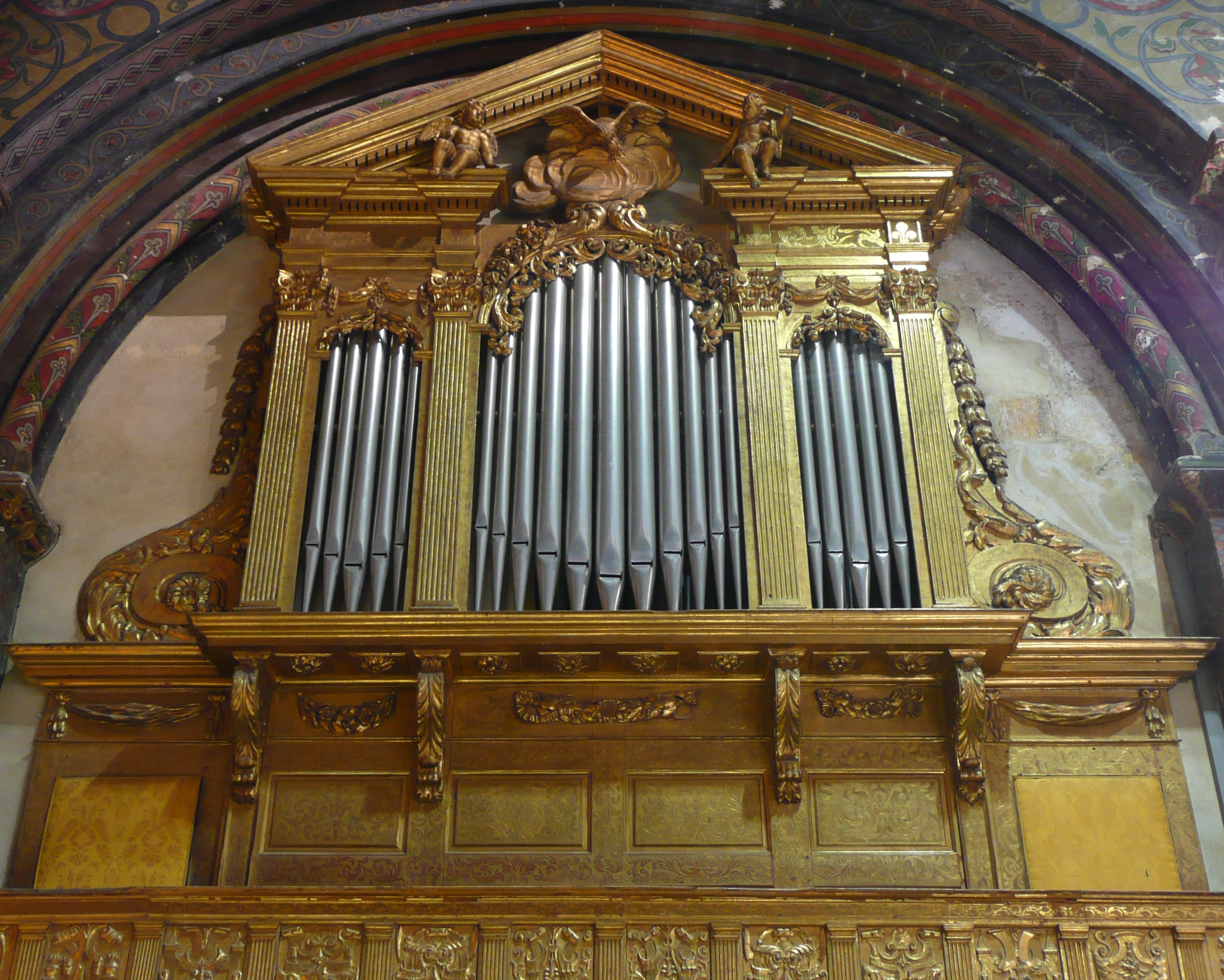

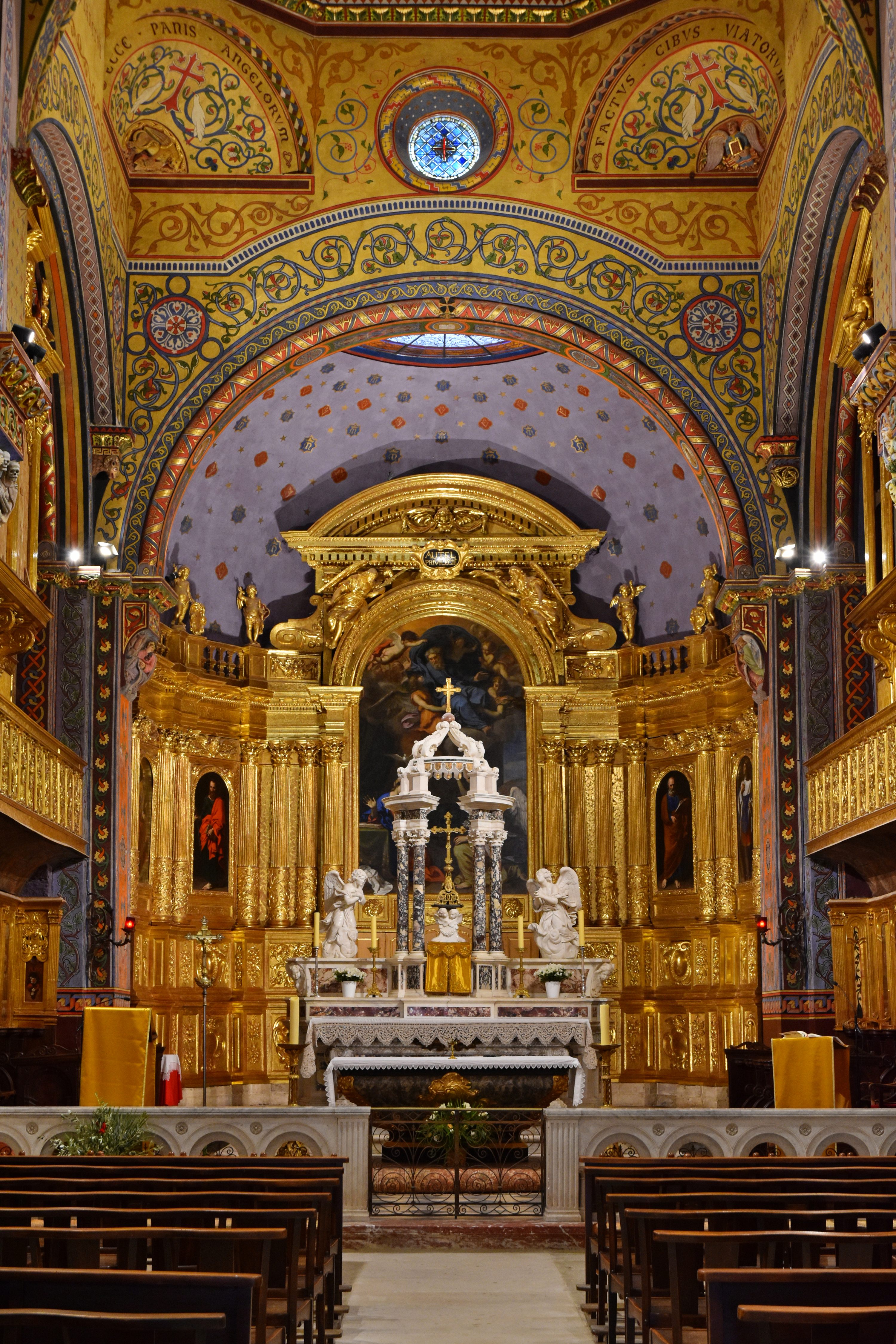
Le chœur vu après restauration en avril 2025

Composition
| Grand-Orgue         |
| Bourdon 16'         |
| Montre 8'           |
| Bourdon 8'          |
| Flûte harmonique 8' |
| Prestant 4'         |
| Doublette 2'        |
| Cornet V            |
| Fourniture IV       |
| Trompette 8'        |
| Clairon 4'          |

| Récit              |
| Bourdon 8'         |
| Dulciane 8'        |
| Unda maris 8'      |
| Flûte 4'           |
| Flûte 2'           |
| Plein-jeu IV       |
| Trompette 8'       |
| Basson-hautbois 8' |
| Voix humaine 8'    |

| Positif        |
| Principal 8'   |
| Bourdon 8'     |
| Prestant 4'    |
| Nazard 2' 2/3  |
| Doublette 2'   |
| Larigot 1' 1/3 |
| Plein-jeu IV   |
| Trompette 8'   |
| Cromo          |

### Collatéral gauche

#### Chapelle Saint-Véran
Connue à l'origine sous le nom de Saint Martin, cette chapelle (repère « Q »), à la décoration exubérante, fut construite par l'évêque Philippe de Cabassolle, ami de Pétrarque. L'évêque de Cavaillon, Octave Mancini (1611-1616) fait transporter les reliques de saint Véran dans cette chapelle qui est alors entièrement rénovée et consacrée à ce saint. Le retable en bois doré de Barthélemy Grangier (1650) encadre une toile de Pierre Mignard représentant saint Véran tenant enchaîné le dragon de Vaucluse (1657). De part et d'autre de l'autel se trouvent deux statues de saint Véran, représenté à gauche en pèlerin et à droite en évêque. La voûte et les deux panneaux latéraux sont de Jacques Bernus, sculpteur comtadin qui décora notamment la cathédrale Saint-Siffrein de Carpentras. L'autel est l'ancien maître-autel de la cathédrale.

Tableaux et sculptures de la chapelle Saint-Véran
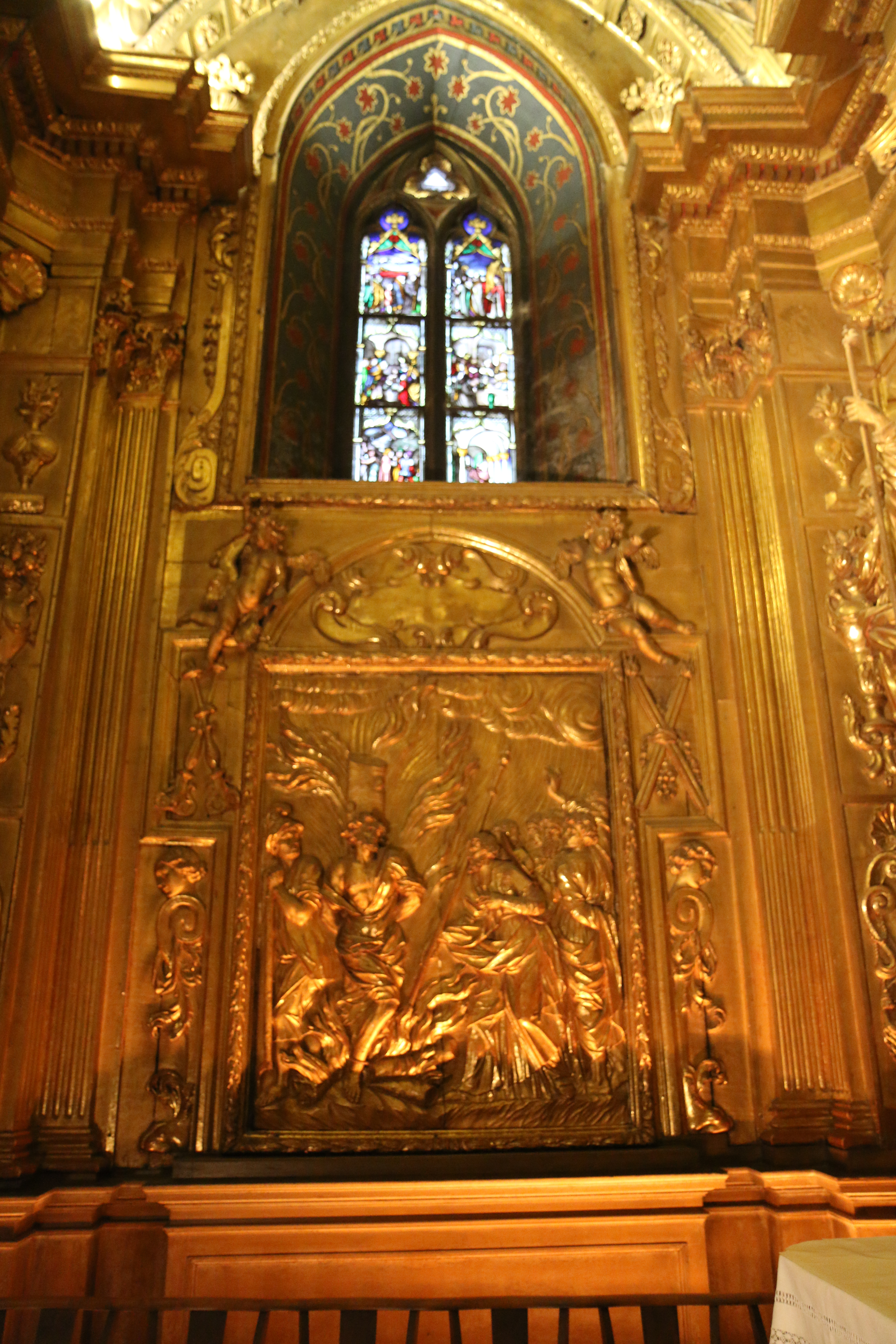
Porte du reliquaire gauche.
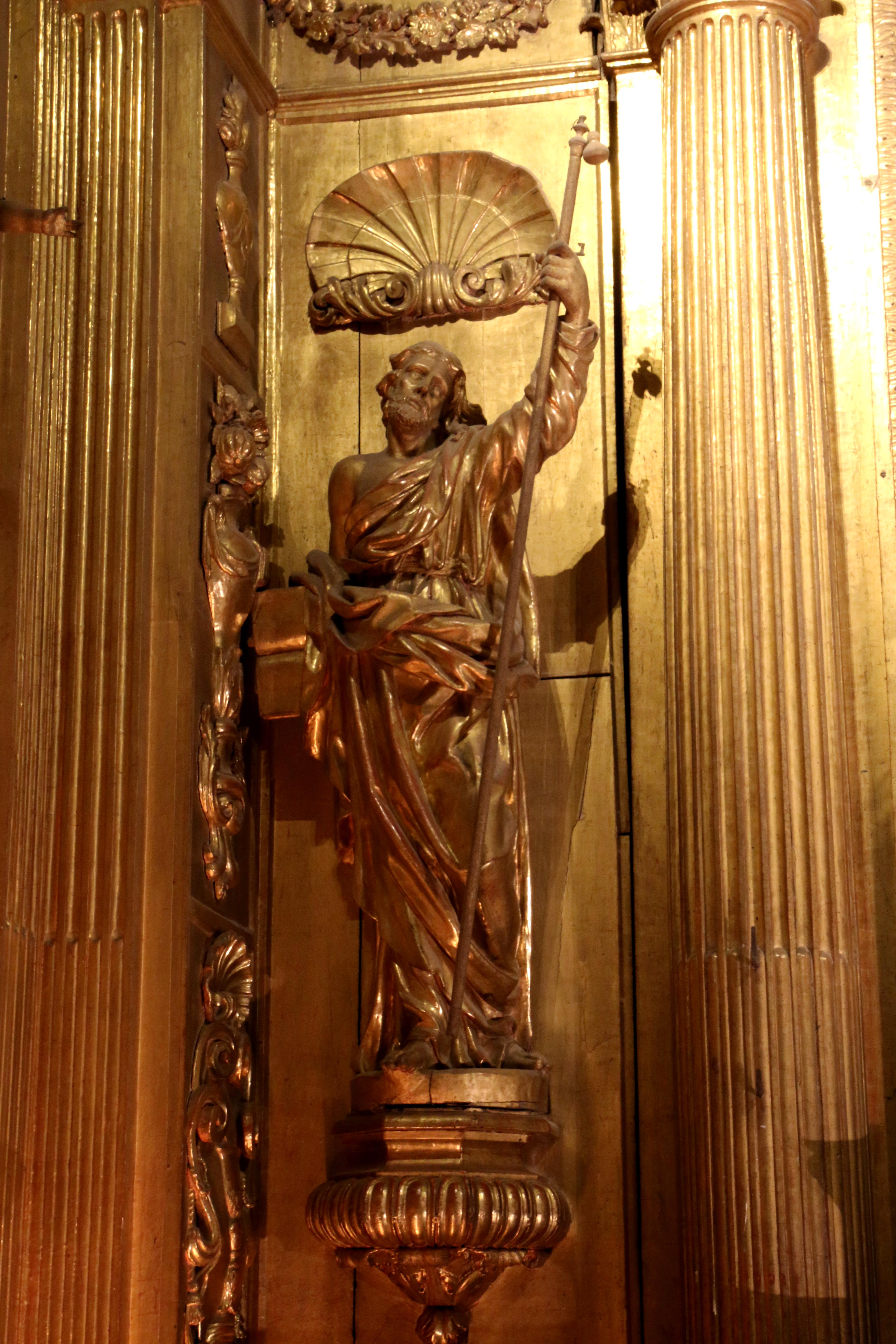
Statue de saint Véran représenté en pèlerin.
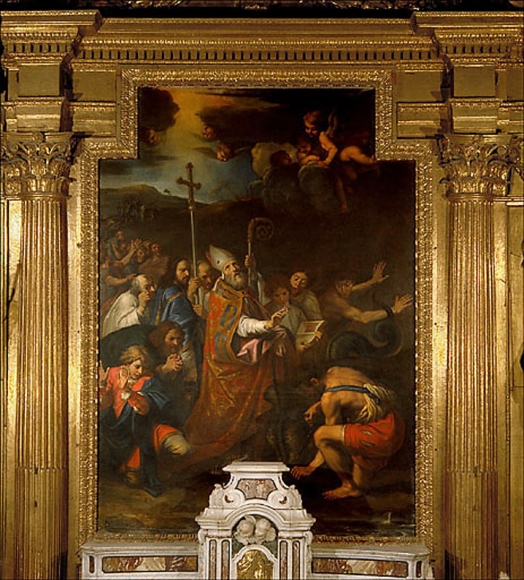
Pierre Mignard, Saint Véran et le dragon.
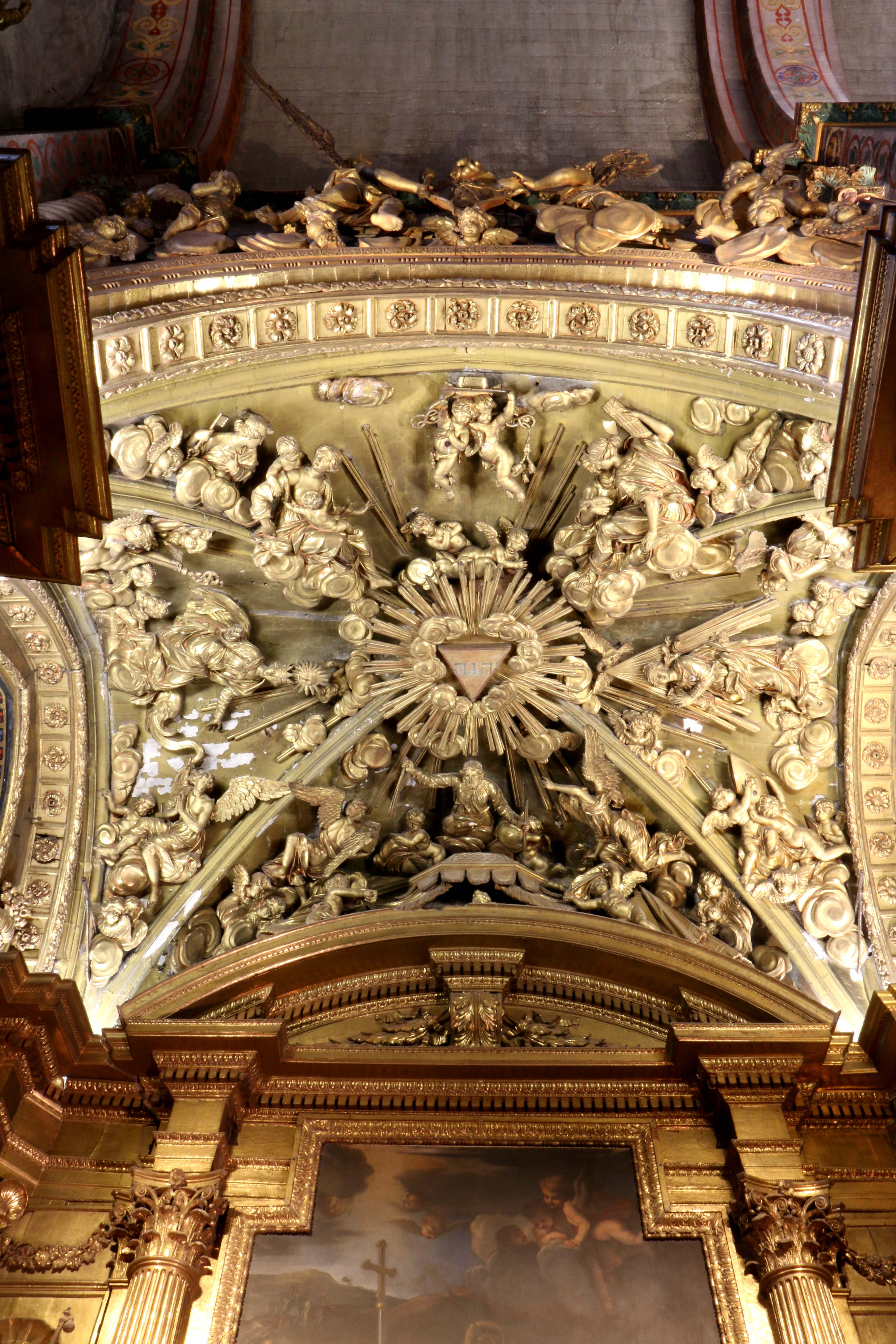
Plafond de la chapelle.
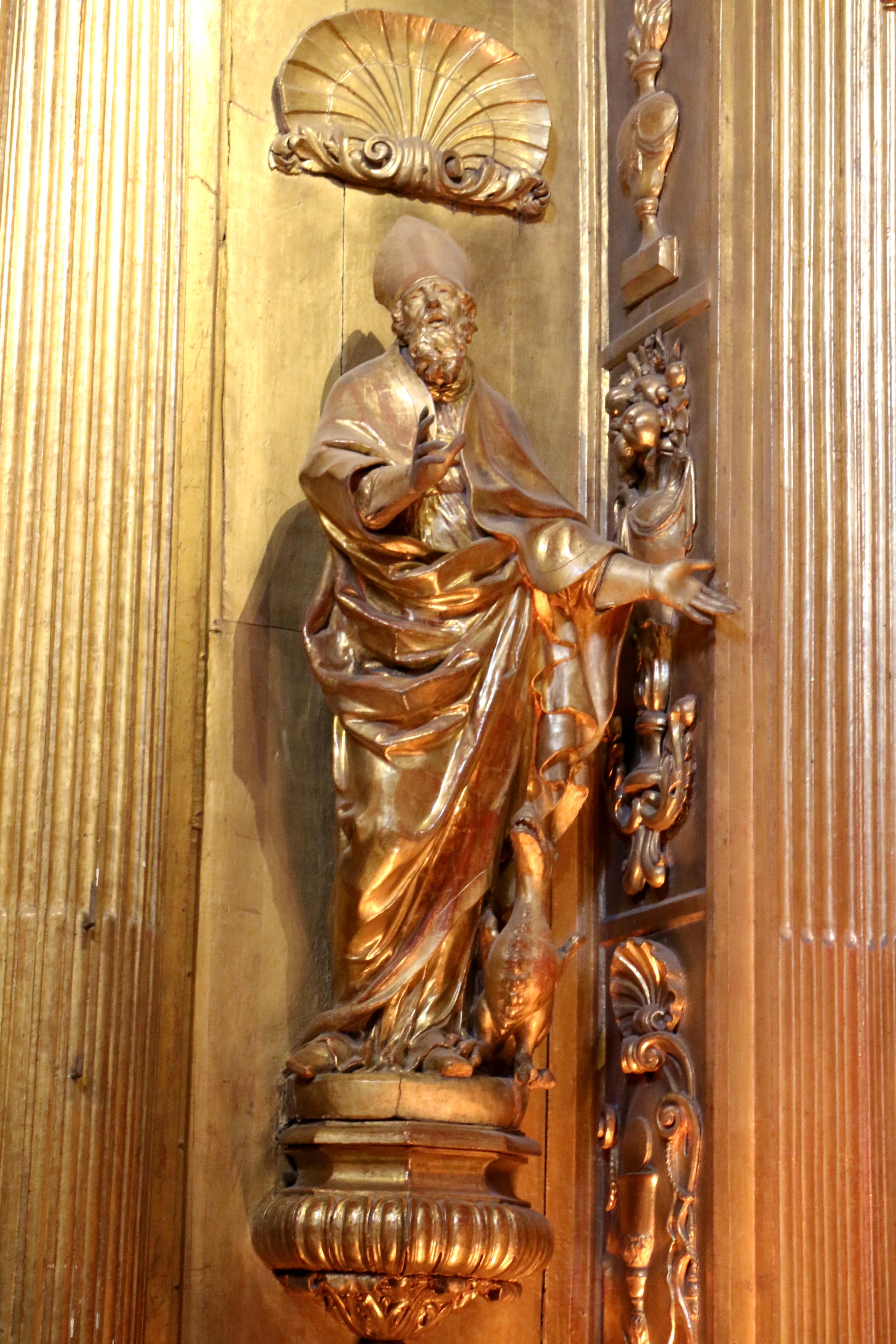
Statue de saint Véran représenté en évêque.
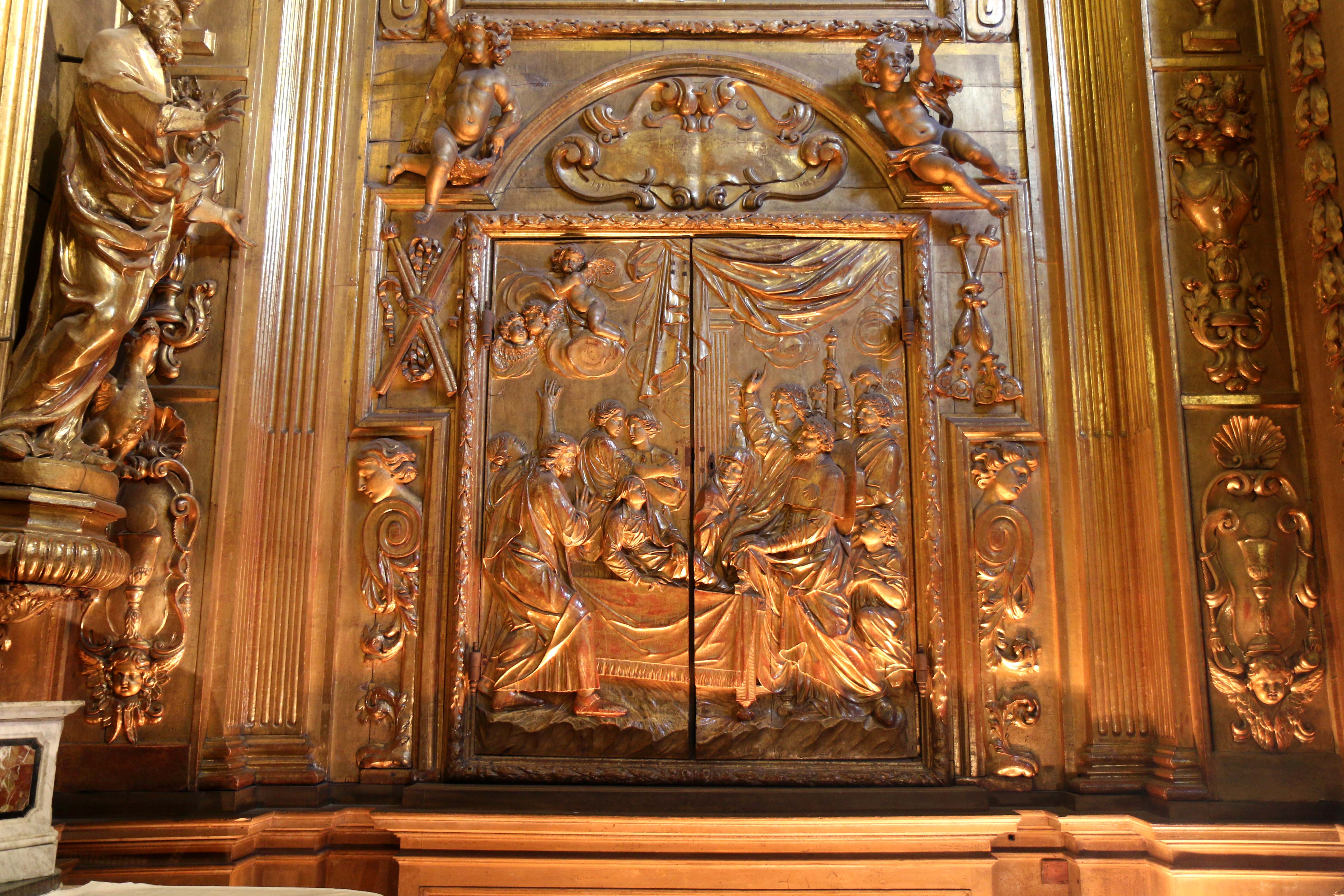
Porte du reliquaire droit.

#### Chapelle Notre-Dame de Pitié
Dans cette chapelle (repère « P »), également appelée Notre-Dame-des-Sept-Douleurs, se trouve un autel moderne encadré par deux petites statues accrochées au mur représentant chacune un ange à phylactères. Au-dessus de l'autel un tableau de Jean Daret (1658) représente une Pietà, Sur la paroi latérale de droite, au-dessus d'un confessionnal, est présenté un tableau du XVIe siècle figurant le Portement de Croix et en face est accroché un Christ en bois polychrome de la même époque.

#### ChapelleCésar-de-Bus
Également appelée chapelle Sainte Croix (repère « O »), c'est la plus ancienne chapelle construite en 1316 par l'évêque de Cavaillon Pons II Auger de Laneis. Elle est couverte de magnifiques boiseries dorées du XVIIe siècle dues à Barthélemy Grangier d'Avignon et à son fils Esprit. Au centre du retable un tableau de Pierre Parrocel représente Le Père César de Bus en extase (1710). De part et d'autre du retable sont placées deux statues en bois doré du XVIIe siècle : à gauche saint Jean Baptiste et à droite saint François de Sales. Sur les parois latérales se trouvent deux tableaux de Louis Parrocel : à gauche La Cène (1668) et à droite Le Triomphe du Saint Sacrement.

Tableaux et sculptures de la chapelle César-de-Bus
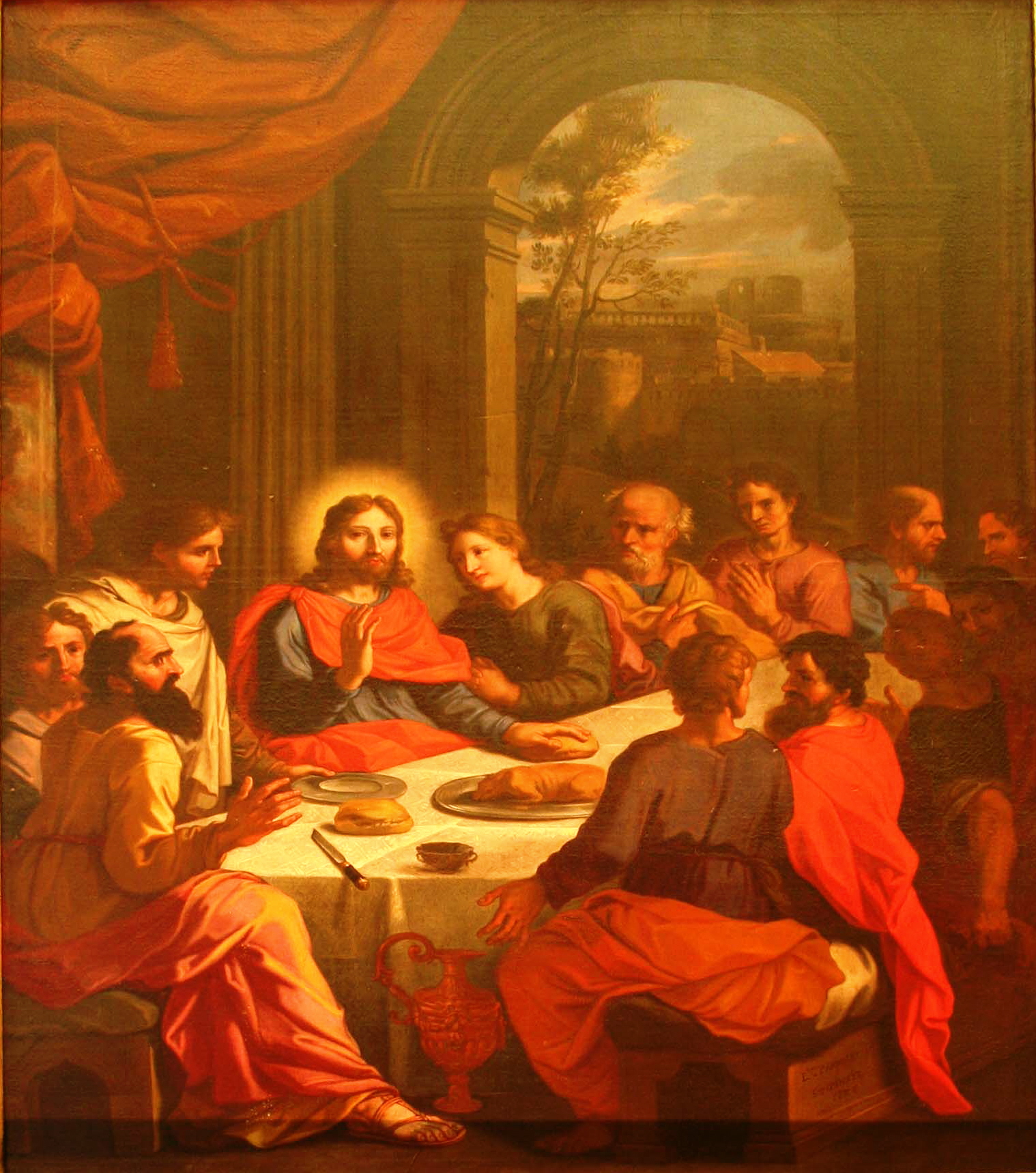
Louis Parrocel, La Cène.
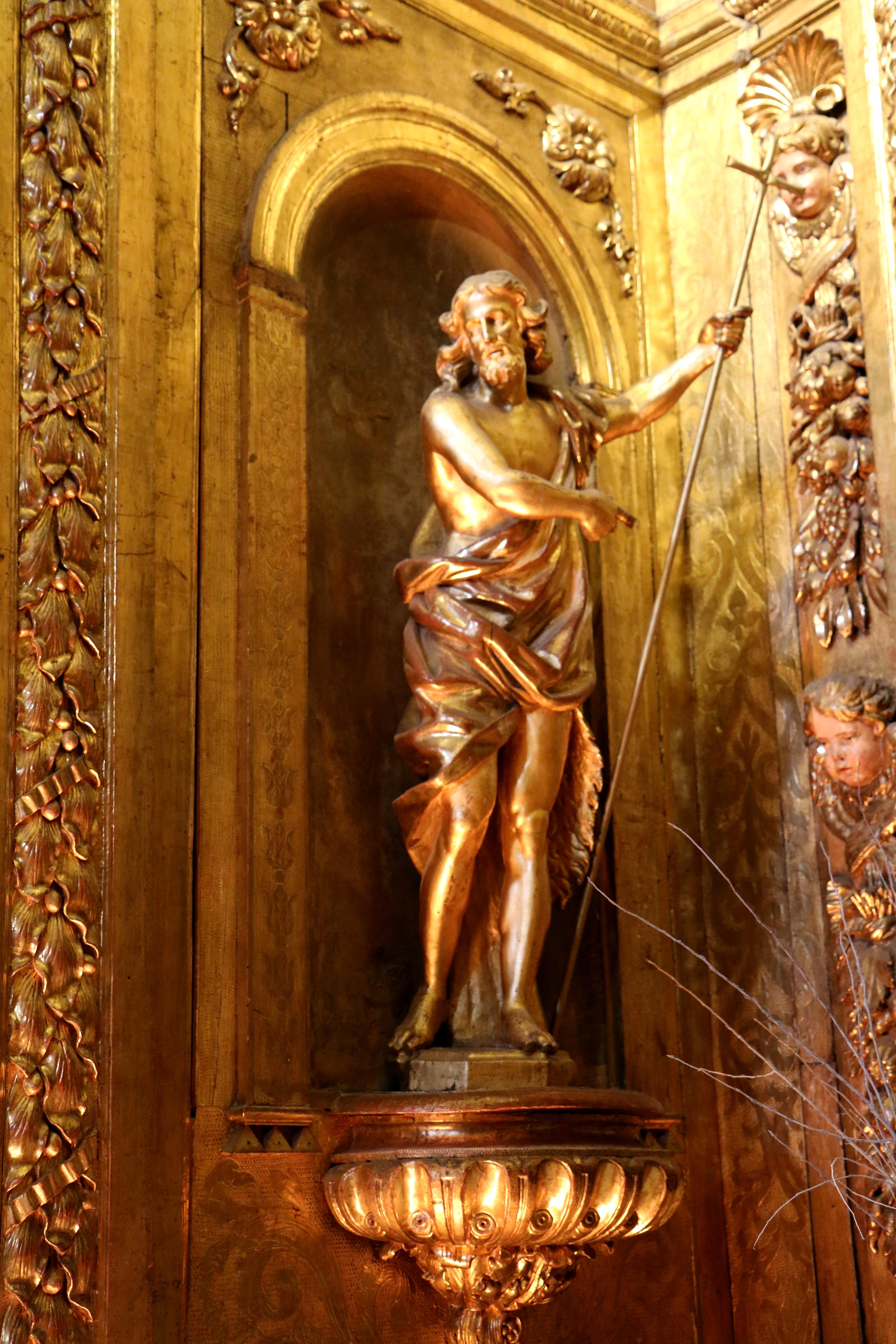
Saint Jean-Baptiste.
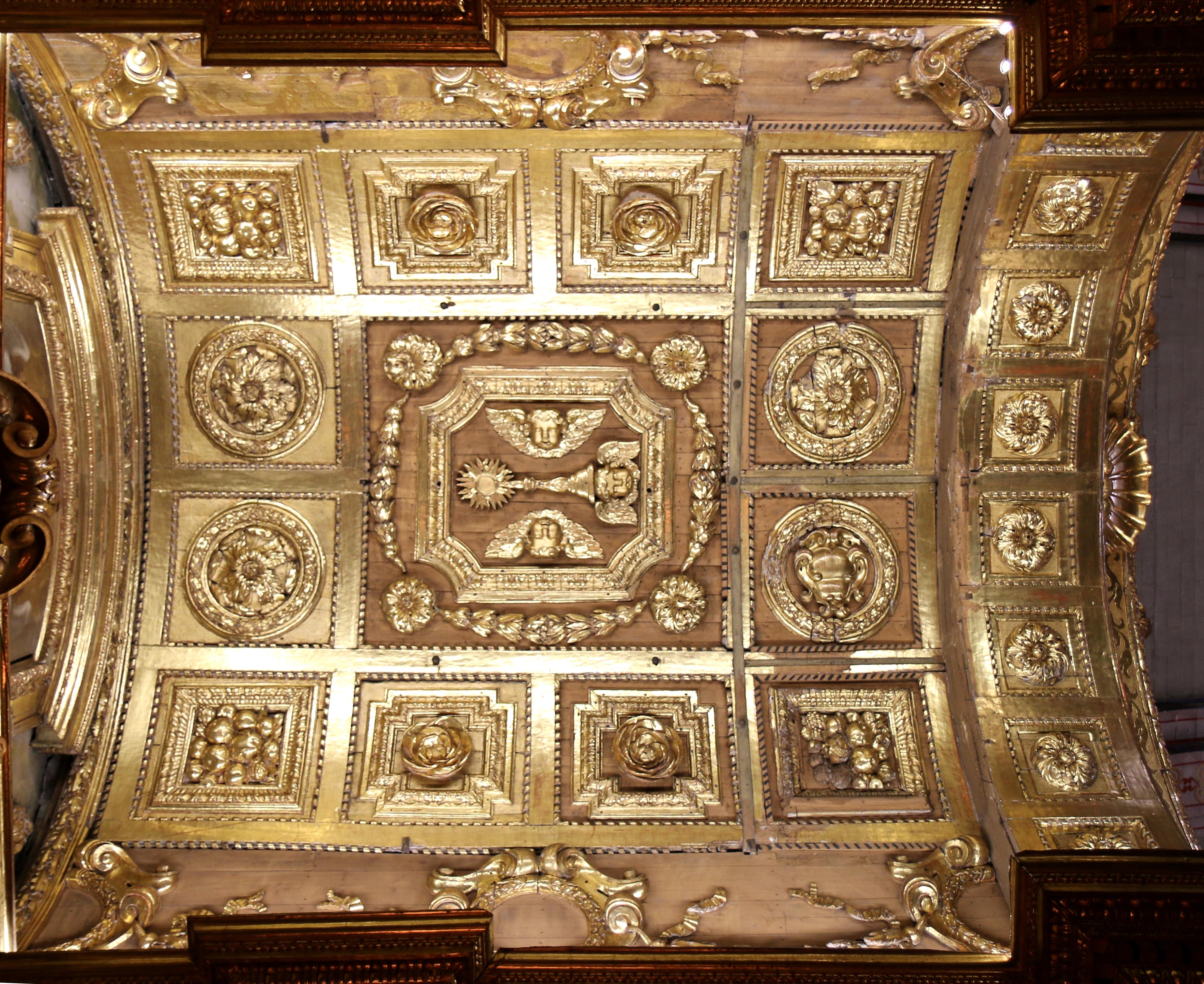
Plafond en bois sculpté et doré.
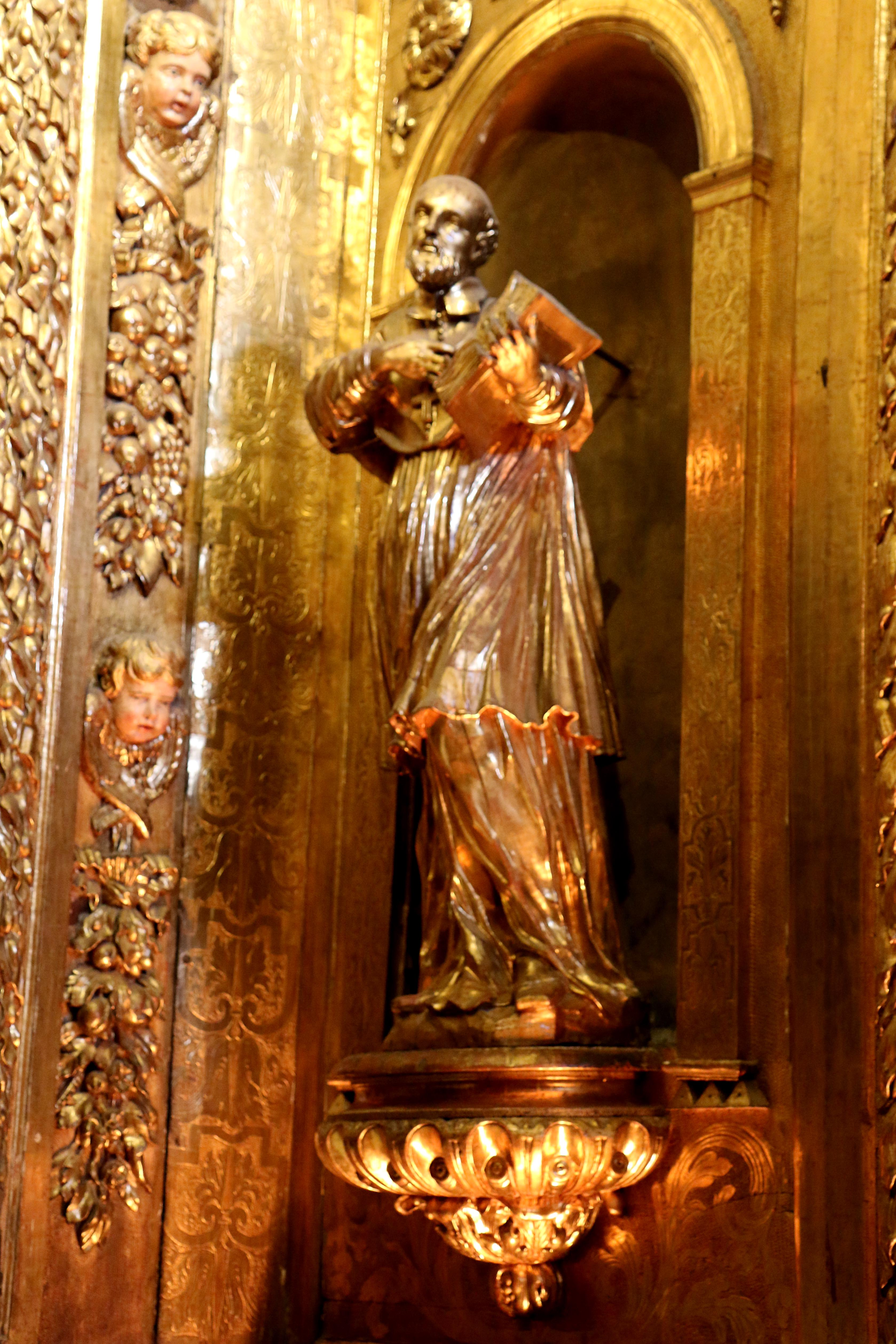
Saint François de Salles.
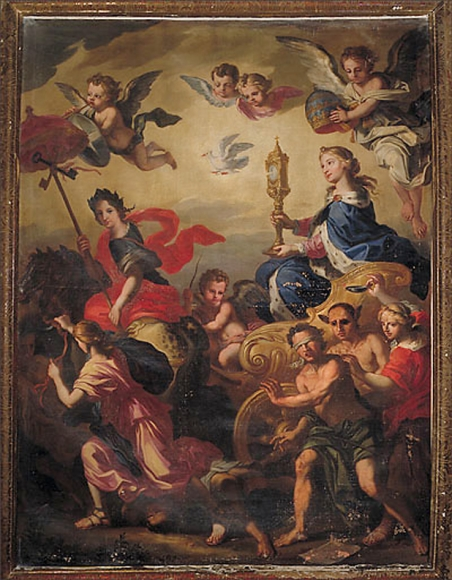
Louis Parrocel, Le Triomphe du saint sacrement.

#### Chapelle Sainte-Marie-Madeleine
Au-dessus d'un autel en marbre de style Louis XV se trouve dans cette chapelle (repère « N ») un tableau de Nicolas Mignard représentant la scène de Noli me tangere. Sur les parois latérales sont exposés deux tableaux : Saint Pierre de Luxembourg en prière avec une vue de Cavaillon au XVIIe siècle et Sainte Ursule et saint Augustin en prière au pied de la Vierge Marie.

#### Chapelle Saint-Éloi
Dans cette chapelle (repère « M ») l'autel du XIXe siècle est décoré de fruits du terroir dont le melon. Au retable un tableau représente Saint Éloi, tandis que sur les parois latérales on trouve un Christ aux outrages et une Assomption.

#### Sacristie
En 1595, l'évêque de Cavaillon, Jean François Bordini, fait transformer en sacristie cette chapelle (repère « L ») dont l'autel sera transféré dans la chapelle Saint-Véran. La sacristie ne se visite pas.

### Collatéral droit

#### Chapelle des fonts baptismaux
La cuve des fonts baptismaux est moderne. Elle se trouve dans une chapelle (repère « A ») construite en 1765-1766 par Jean-Baptiste II Péru, architecte avignonnais dont le frère Joseph Péru (1721-1800) peignit la toile représentant La Vierge délivrant les âmes du purgatoire en 1766. On trouve également sur les parois de la chapelle des tableaux représentant Saint Jean-Baptiste, La Vision de sainte Thérèse d'Avila et L'Adoration du Sacré Cœur.
Contre le pilier de la nef situé entre cette chapelle et celle de la Vierge, se trouve le cénotaphe de l'évêque de Cavaillon Jean-Baptiste de Sade, œuvre du sculpteur Jean-Ange Maucord.

#### Chapelle de la Vierge

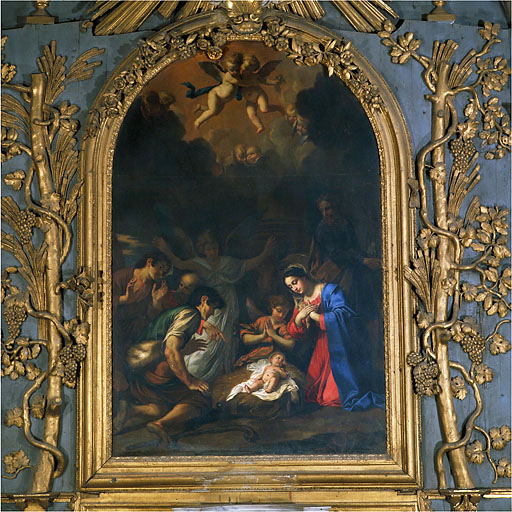
Nicolas Mignard, La Nativité, chapelle de la Vierge.

Cette chapelle (repère « B ») est séparée de la nef par une grille en fer forgé. Aux quatre coins de l'entrée ont été placées des statues en bois du XVIIIe siècle en provenance d'un couvent de la ville et représentant : Élie, saint Jean, sainte Anne et saint Joachim. Tout au fond de la chapelle un autel en marbre d'époque Louis XV est surmonté d'un tableau de Nicolas Mignard daté de 1641 représentant La Nativité bordé d'un cadre en bois doré réalisé par Barthélemy Grangier. Deux tableaux du XVIIIe siècle représentant Saint Joseph et l'Enfant Jésus et La Sainte Famille apparaissant à sainte Thérèse d'Avila sont exposés sur chacune des parois latérales.

#### Chapelle Saint-Joseph

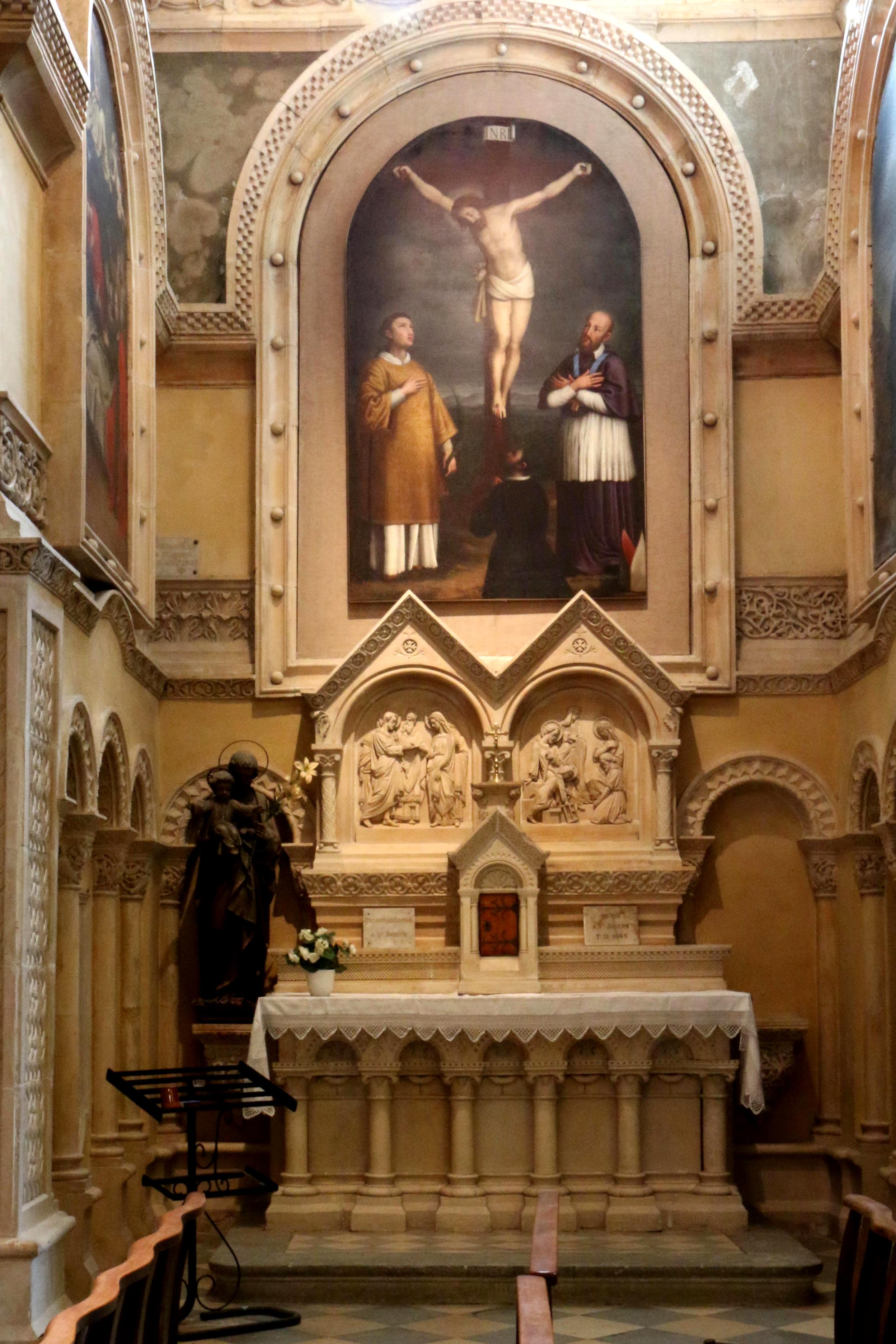
Chapelle Saint-Joseph.

L'autel moderne de cette chapelle (repère « H ») est surmonté d'un bas-relief représentant la Sainte Famille. Sur les panneaux latéraux on trouve à gauche La Mort de saint Joseph par Croizier (1658), et à droite La Vierge à la colonne de Guillemin.

#### Chapelle Sainte-Anne
Au fond de cette chapelle (repère « I »), un retable encadre un tableau de Nicolas Mignard, Sainte Anne et la Vierge. Sur les parois latérales se trouvent deux tableaux anonymes : à gauche Saint Sébastien et à droite La Mort de saint Alexis.